# Дальбошек
Дальбошек (пол. Dalboszek) — село в Польщі, у гміні Могельниця Груєцького повіту Мазовецького воєводства.
Населення — 78 осіб (2011).
У 1975—1998 роках село належало до Радомського воєводства.

## Демографія
Демографічна структура станом на 31 березня 2011 року:
|          | Загалом | Допрацездатний вік | Працездатний вік | Постпрацездатний вік |
| -------- | ------- | ------------------ | ---------------- | -------------------- |
| Чоловіки | 40      | 11                 | 24               | 5                    |
| Жінки    | 38      | 8                  | 23               | 7                    |
| Разом    | 78      | 19                 | 47               | 12                   |